# Montpezat-de-Quercy
Montpezat-de-Quercy è un comune francese di 1 485 abitanti situato nel dipartimento del Tarn e Garonna nella regione dell'Occitania.

## Società

### Evoluzione demografica
Abitanti censiti